# Drapeau de Plentzia
Le Drapeau de Plentzia (Bandera de Plencia en castillan) est le prix d'une régate de trainières  qui a lieu depuis 1987. Elle est organisée dans la baie de Plentzia et de Gorliz, face à las plages de Plentzia, Gorliz et d'Astondo.

## Histoire

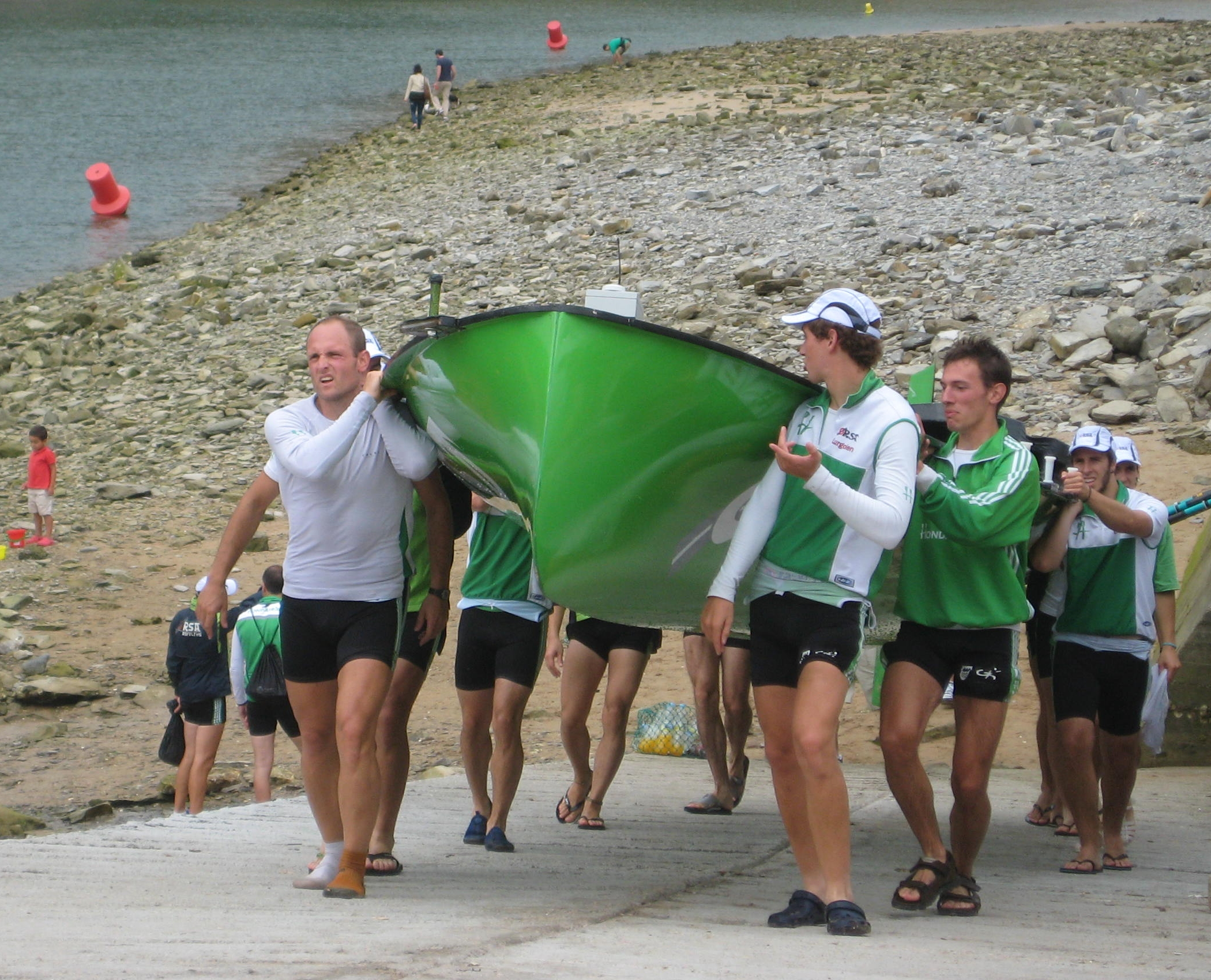
Trainière de Hondarribia, 2011 (XXIII Drapeau de Plentzia).

En 1991, on l’appellera Drapeau Villa de Plencia et Mairie de Lemoiz qui a consisté en une traversée contre la montre entre Armintza et Plentzia. C'est en hommage à Iñigo Diaz qui était le patron d'Arkote, noyé en 1990 à Sukarrieta. En 1992, on a suspendu la traversée et a eu lieu un contre la montre avec le départ et l'arrivée dans la ria, face à Txurrua et la ciaboga au plus loin du rocher de San Valentín.

## Palmarès
| Édition | Année | Vainqueur        | Second           | Troisième          |
| I       | 1987  | Kaiku            | Santurtzi        | Algorta            |
| II      | 1988  | Mundaka          | Deusto           | Arkote             |
| III     | 1989  | Zierbena         | Arkote           | Bermeo             |
| IV      | 1990  | San Juan         | Arkote           | Portugalete-Deusto |
| V       | 1991  | San Juan         | Orio             | Kaiku              |
| VI      | 1992  | Hondarribia      | Donibaneko       | Orio               |
| VII     | 1993  | Ciudad Santander | Donibaneko       | Kaiku              |
| VIII    | 1996  | Illunbe          | Raspas           | Camargo            |
| IX      | 1997  | --               | --               | --                 |
| X       | 1998  | Pedreña          | --               | --                 |
| XI      | 1999  | Urdaibai         | --               | --                 |
| XII     | 2000  | Urdaibai         | --               | --                 |
| XIII    | 2001  | --               | --               | --                 |
| XIV     | 2002  | Urdaibai         | --               | --                 |
| XV      | 2003  | Ur-Kirolak       | Elantxobe-Arkote | Luchana            |
| XVI     | 2004  | --               | --               | --                 |
| XVII    | 2005  | Astillero        | Hondarribia      | Orio               |
| XVIII   | 2006  | Hondarribia      | Castro-Urdiales  | Arkote             |
| XIX     | 2007  | Urdaibai         | Hondarribia      | Orio               |
| XX      | 2008  | Castro-Urdiales  | San Pedro        | Urdaibai           |
| XXI     | 2009  | Castro-Urdiales  | San Pedro        | Orio               |
| XXII    | 2010  | Isuntza          | Camargo          | Santurtzi          |

### Sources
- (es) Cet article est partiellement ou en totalité issu de l’article de Wikipédia en espagnol intitulé « Bandera de Plencia » (voir la liste des auteurs).